# فرانک کاردوس
فرانک کاردوس (انگلیسی: Frank Carrodus؛ زادهٔ ۳۱ مهٔ ۱۹۴۹) بازیکن فوتبال اهل بریتانیا است.
از باشگاه‌هایی که در آن بازی کرده‌است می‌توان به باشگاه فوتبال آلترینچام، باشگاه فوتبال مکلسفیلد تاون، باشگاه فوتبال بری، باشگاه فوتبال استون ویلا، باشگاه فوتبال ویتون آلبیون، باشگاه فوتبال منچستر سیتی، باشگاه فوتبال بیرمنگام سیتی، و باشگاه فوتبال ورکسام اشاره کرد.